# Jerónimo Martins
Jerónimo Martins SGPS, SA (JM) es una compañía con base en Portugal de distribución de productos de alimentación y de manufacturación de bienes de consumo perecederos. La firma es el propietario principal de la cadena de distribución Jerónimo Martins Retail (JMR), que opera las cadenas de supermercados e hipermercados Pingo Doce en Portugal. JMR fue gestionada como una joint venture al 51%-49% con la compañía de distribución neerlandesa Ahold desde 1992 hasta 2006. En noviembre de 2006 Ahold anunció su intención de vender su participación
Jerónimo Martins también es propiedad de la cadena de supermercados polaca Biedronka y de diferentes industrias en Portugal orientadas a la fabricación de distintos productos de la marca Unilever. Esto se lleva a cabo mediante la compañía joint venture Unilever Jerónimo Martins, que es en un 45% propiedad de JM y un 55% de Unilever.
En Colombia operan con el nombre de la cadena de Tiendas Ara. Dentro de Portugal y Madeira, JM también posee la cadena de tiendas cash-and-carry Recheio.
Las acciones de Jerónimo Martins son listadas en la bolsa Euronext Lisboa y forman parte del índice de referencia PSI-20 de la misma.

## Historia
La empresa original fue fundada en 1792 por el joven gallego Jeronimo Martins que abrió una tienda de comestibles en Chiado, Lisboa.
La cadena pasó en 1921 a manos de la familia Soares dos Santos, manteniendo el nombre original. Entre febrero de 1996 y noviembre de 2013, el grupo fue dirigido por Alexandre Soares dos Santos, desde 2012, la segunda persona más rica en Portugal. El 24 de septiembre de 2013, fue oficialmente comunicado que renunciaba al cargo por razones personales, con efectos a partir del 1 de noviembre de 2013. Desde ese momento que el grupo es liderado por su hijo Pedro Soares dos Santos, Presidente y CEO de Jerónimo Martins.
El grupo llegó a tener presencia en Brasil al adquirir en 1997 los Supermercados Sé, pero debidos a resultados financieros negativos en el año 2001, vendieron la cadena al Grupo Pan de Azúcar en julio de 2002 por 143 millones de euros.

Fue propietario anteriormente de las siguientes compañías: Lillywhites, una empresa británica centrada en el material deportivo (vendida en 2002 a Sports World International); y tenían una participación en Eurocash, una empresa cash-and-carry en Polonia.
En 2023, el resultado neto era de 756 millones de euros.

## Unidades de negocio
En Portugal, su principal área de actividad es el sector al por menor y al por mayor, es hoy un líder en el comercio minorista de alimentos en Portugal, con las marcas Pingo Doce y recheio (cash & carry). En el área minorista especializada, también tiene la chocolatería Hussel y la red de cafeterías Jeronymo.

### Polonia
En Polonia, desde 1997, operan con la insignia Biedronka, con 3.569 tiendas.

### Colombia
Ara es la cadena de tiendas de descuento, con la que la firma Jerónimo Martins trabaja en Colombia. En marzo de 2013, anunciaron la apertura de sus primeras tiendas en las ciudades del Eje cafetero, principalmente, bajo el nombre de Tiendas Ara, así como la apertura de su primer centro de distribución en el país.
Para 2023, había alrededor de 1300 tiendas Ara en Colombia y con planes de continuar expandiéndose.